# Azoto
L'azoto è un elemento chimico della tavola periodica degli elementi con simbolo N la cui forma prevalente è l'azoto molecolare, detto anche azoto biatomico, azoto diatomico, diazoto o semplicemente azoto, formato da due atomi di azoto (N2).

## Storia
L'azoto, sotto forma di cloruro di ammonio (NH₄Cl) era conosciuto dagli alchimisti come "sal ammoniaco" ed era prodotto in Egitto riscaldando una miscela di sterco, sale e urina.
A partire dal 1500 gli scienziati iniziarono a proporre l'idea della presenza in un altro gas nell'atmosfera oltre all'ossigeno e all'anidride carbonica, ma non furono in grado di provarlo fino al 1700.
Fu ottenuto negli anni 1760 sia da Henry Cavendish che da Joseph Priestley, rimuovendo l'ossigeno dall'aria. Notarono che l'azoto era in grado di spegnere una candela accesa e che un topo che respirava quel gas moriva rapidamente. Nessuno dei due, però, dedusse che fosse un elemento. La prima persona a suggerirlo fu un giovane studente, Daniel Rutherford, nella sua tesi di dottorato del settembre 1772 a Edimburgo, in Scozia.
Nel 1958 l'isotopo 15N arricchito è stato utilizzato per dimostrare la replicazione semiconservativa del DNA.
Secondo alcune fonti, il termine fu coniato nel 1787 dal chimico francese Louis-Bernard Guyton-Morveau. Il nome "nitrogène" fu invece suggerito dal chimico francese Jean-Antoine Chaptal nel 1790, quando si scoprì che l'azoto era presente nell'acido nitrico e nei nitrati. Antoine Lavoisier propose invece il nome "azote", dal greco antico: ἀζωτικός, che significa "senza vita". In inglese si è conservata la denominazione nitrogen, mentre in tedesco viene chiamato Stickstoff.

## Abbondanza e disponibilità

### Abbondanza
L'azoto è:
- il quinto elemento più abbondante nell'universo,[8] il settimo per abbondanza nella Via Lattea e nel sistema solare;[9]
- il 19º sulla crosta terrestre, di cui costituisce lo 0,02%[3] (57% organico - 43% inorganico);[10]
- il primo elemento per abbondanza nell'aria, di cui costituisce il 78,09%;[3]
- il quarto elemento più presente del corpo umano, di cui costituisce il 3%[3]

#### Universo
Nell'universo l'azoto viene prodotto principalmente da stelle di massa ridotta e itermedia (LIMS), con rese nucleosintetiche che dipendono in modo complesso dalla metallicità. In particolare, una generazione stellare può rilasciare nel mezzo interstellare (ISM) della galassia, sia azoto primario che secondario.
La componente primaria viene prodotta durante il terzo evento di dragaggio, che si verifica lungo la fase di ramo asintotico delle giganti (AGB), se la combustione nucleare alla base dell'involucro convettivo è efficiente. La componente di azoto secondario aumenta con la metallicità. Essendo un prodotto del ciclo del carbonio-azoto-ossigeno, l'azoto si forma a spese del carbonio e dell'ossigeno presenti nella stella.
L'azoto solido costituisce grande parte della superficie di Plutone, dove si mescola con monossido di carbonio solido e metano, e della luna nettuniana Tritone. Su Plutone è stato osservato direttamente per la prima volta nel luglio 2015 dalla sonda spaziale New Horizons, mentre su Tritone è stato osservato direttamente dalla sonda spaziale Voyager 2 nell'agosto 1989.

#### Atmosfera
Nell'atmosfera terrestre è presente sotto forma di molecola biatomica N2, chimicamente inerte per via del forte triplo legame; tuttavia, i processi biotici possono assimilarlo e trasformarlo in specie reattive come nitrito (NO2−), nitrato (NO3−) e ammonio (NH4+) nella biosfera. Nell'atmosfera sono presenti 4 x 1018 kg di azoto (99,96% dell'azoto totale presente sulla Terra).

#### Crosta terrestre
La quantità totale di azoto presente nella crosta terrestre non è ben definita per tre diversi motivi:
1. dipende dal materiale precursore della Terra
2. il contenuto di azoto nel nucleo terrestre non è ben determinato
3. la concentrazione di azoto nei diversi serbatoi può variare nel corso del tempo geologico

Si stima che la quantità di azoto presente nella crosta terrestre si aggiri tra i 50 e gli 88 μg/g. Utilizzando il valore stimato più recente (74 μg/g) si arriva ad avere una quantità totale di azoto nella crosta terrestre pari a 1,4 × 1018 kg.
La distribuzione dell'azoto tra i vari serbatoi riflette i meccanismi di riciclo. Un contributo importante al riciclo dell'azoto è rappresentato dalle zone di subduzione, dove i sedimenti contenenti materiali organici ricchi di azoto scendono nel mantello. Le condizioni redox giocano un ruolo cruciale nel processo di discesa, poiché la fugacità dell'ossigeno governa la speciazione dell'azoto.
Una parte dell'azoto viene rilasciata negli oceani e nell'atmosfera attraverso la degassazione del N2. L'azoto nei minerali silicatici (minerali argillosi, mica, feldspato, granato, wadsleyite e bridgmanite) esiste prevalentemente come NH4+. L'azoto si trova anche nella grafite e nel diamante, dove si presenta in forma elementare. I nitruri sono stabili in condizioni estremamente riducenti, come quelle esistenti durante i processi di formazione planetaria primordiale, e potrebbero ancora persistere nel mantello inferiore.

#### Oceani
Negli oceani sono presenti 2,4 × 1016 kg di azoto con l'N2 come specie dominante e altre specie minori come NO3−, NH4+ e N2O.

#### Biomassa
Nella biomassa il contenuto totale di azoto si attesta intorno a ∼9,6 × 1014 kg. Circa il 96% è contenuto nella materia organica presente nel suolo, mentre il restante 4% è contenuto negli organismi viventi di cui il 94-99% è contenuto nelle piante e solo l'1-6% negli animali e nei microrganismi, tuttavia questa proporzione dipende dello specifico ecosistema.
Negli organismi viventi, l'azoto può essere trovato sotto forma di gas all'interno delle cellule e/o in forma ossidata o ridotta. In forma ridotta è il componente principale delle più importanti macromolecole biologiche: le proteine/polipeptidi, il DNA/RNA e nei polimeri degli amminozuccheri. Altre molecole contenenti azoto sono le porfirine e alcuni metaboliti secondari delle piante.
Da notare il fatto che l'azoto viene prodotto naturalmente dall'E. coli ceppo K12 e dal P. rhodosperma.

### Disponibilità
Prima delle attività antropiche, l'azoto disponibile per gli organismi derivava principalmente dall'azotofissazione e dai fulmini. Tuttavia la disponibilità è cambiata drasticamente a causa delle attività umane. Infatti, più azoto viene fissato annualmente a causa dell'impatto dell'uomo rispetto a quello fissato attraverso i processi naturali.
I più importanti sono la fissazione industriale e agricola dell'azoto e la fissazione dell'azoto attraverso la combustione di combustibili fossili. Inoltre, la combustione della biomassa e la conversione/disboscamento dei suoli accelerano la mobilizzazione dell'azoto.
Sebbene la maggior parte dell'azoto non atmosferico sia accumulata in rocce, sedimenti e depositi organici, la sua disponibilità è severamente limitata. Questa carenza complessiva, non solo dalla litosfera, rende l'azoto uno dei nutrienti più importanti e limitanti.

## Chimica nucleare
L'azoto ha:
- numero atomico = 7
- massa atomica = 14,0067u
- massa molecolare = 28,014 g/mol
- massa monoisotopica = 28,006148008 Da
- superficie polare = 47,6 Å²

### Isotopi
| Nuclide | Abbondanza | Massa   | Spin | Emivita     | Decadimento |
| ------- | ---------- | ------- | ---- | ----------- | ----------- |
| 10N     | —          | 10,0416 | 2-   | 200×10−24 s | p           |
| 11N     | —          | 11,0261 | ½    | 590×10−24 s | p           |
| 11mN    | —          |         | ½ -  | 6,9×10−22 s | n.m.        |
| 12N     | —          | 12,0186 | 1    | 0,011 s     | β+          |
| 13N     | —          | 13,0057 | ½ -  | 9,965 min   | β+          |
| 14N     | 99,636     | 14,0031 | 1    | stabile     | —           |
| 15N     | 0,364      | 15,0001 | ½ -  | stabile     | —           |
| 16N     | —          | 16,0061 | 2-   | 7,13 s      | β−          |
| 17N     | —          | 17,0084 | ½ -  | 4,173 s     | β−          |
| 18N     | —          | 18,0141 | 1-   | 0,622 s     | β−          |
| 19N     | —          | 19,0170 | ½ -  | 0,271 s     | β−          |
| 20N     | —          | 20,0237 | n.m. | 0,13 s      | β−          |
| 21N     | —          | 21,0270 | ½ -  | 87 ms       | β−          |
| 22N     | —          | 22,0344 | n.m. | 13,9 ms     | β−          |
| 23N     | —          | 23,0405 | ½ -  | >14,5 ms    | β−          |
| 24N     | —          | 24,0505 | n.m. | <52 ns      | n           |
| 25N     | —          |         | ½ -  | <260 ns     | n.m.        |

Sono noti due isotopi stabili - 14N (99,63%) e 15N (0,37%) - e numerosi radionuclidi con tempo di dimezzamento brevissimo. Il più comune degli isotopi stabili dell'azoto è il 14N, nell'atmosfera infatti il rapporto 15N:14N è pari a 0,3663 e di cui lo 0,73% è dato dall'isotopomero 14N15N, mentre il resto è 14N2. Questi due isotopi stabili partecipano a diversi processi chimici che vanno dai meccanismi di reazione enzimatica al ciclo biogeochimico. Le differenze nel rapporto tra i due isotopi di azoto nei vari composti sono principalmente una conseguenza della tendenza dell'isotopo leggero dell'azoto a reagire a una velocità maggiore rispetto all'isotopo pesante. Quattordici isotopi radioattivi sono stati identificati, ma hanno tempi di decadimento troppo brevi per essere utili in geochimica. Le variazioni degli isotopi stabili dell'azoto terrestre hanno origine da effetti vibrazionali e sono quindi piuttosto limitate.

### Reazioni nucleari
Nel 1919 Ernest Rutherford fece passare le particelle alfa generate da un radionuclide naturale attraverso una camera contenente atomi di azoto e scoprì che veniva prodotta un'altra radiazione, più penetrante. Dimostrò che questa nuova radiazione consisteva di protoni di alta energia e concluse che questo era il risultato della conversione dei nuclei di azoto in nuclei di ossigeno. Rutherford ipotizzò che la cattura di una particella alfa da parte del nucleo dell'azoto produce un nucleo eccitato di fluoro-18, che a sua volta emette un protone formando nuclidi di ossigeno-17, un isotopo raro ma stabile:
α + 14N → 18F* → 17O + p
Nell'atmosfera, per effetto dei raggi cosmici, avviene la seguente reazione:
14N + n → 14C + p    ΔE = −1,14 MeV
Se i neutroni hanno energia molto elevata la reazione può decorrere in modo differente dando luogo a trizio:
14N + n → 12C + 3H     ΔE = 4,015 MeV
Impiegando neutroni termici e quindi di minor energia rispetto a quelli dei raggi cosmici si ha invece:
14N + n → 15N* → 15N + γ     ΔE = −10,83 MeV
I raggi γ emessi hanno una frequenza caratteristica (intorno a ΔE/h) e, poiché la maggioranza degli esplosivi di largo impiego contiene quantità importanti di azoto (tritolo 18,5%, nitroglicerina 18,5%, ciclonite o T4 37,8%, PETN 17,7%, tetryl 24,4%), questo fatto permette di sfruttare tale reazione nei rilevatori di esplosivi negli aeroporti.

### Separazione isotopica
L'arricchimento isotopico di 15N viene solitamente eseguito per scambio chimico, anche se sono stati messi a punto promettenti metodi cromatografici che sfruttano polimeri criptanti. Il sistema più efficiente e dunque più usato si basa sul seguente equilibrio bifasico:
15NO(g) + 14NO−3(aq) ⇄ 14NO(g) + 15NO−3(aq)     (K = 1,055)
grazie al quale si riescono a ottenere concentrazioni di 15N superiori al 99,5%. Altre reazioni impiegate per l'arricchimento sono:
15NH3(g) + 14NH+4(aq) ⇄ 14NH3(g) + 14NH+4(aq)

15NO(g) + 14NO2(g) ⇄ 14NO(g) + 15NO2(g)
La distillazione frazionata di NO è un altro buon metodo per l'arricchimento dell'isotopo 15N. Il prodotto finale conterrà anche una significativa concentrazione dell'isotopologo 15N18O, fonte utile del più pesante isotopo stabile dell'ossigeno.

### Spettroscopia di risonanza magnetica nucleare
Entrambi gli isotopi stabili dell'azoto (14N e 15N) hanno spin nucleare e possono dunque essere sfruttati nelle tecniche di spettroscopia NMR. La sensibilità con cui può essere rivelato 14N è di circa un millesimo rispetto a quella di 1H, ma superiore di circa 5 volte rispetto a quella di 13C. Per 15N è notevolmente inferiore sia a 1H che a 13C.
La spettroscopia NMR del 14N soffre del fatto che 14N è un nucleo quadrupolare (I=1). Nonostante il momento quadrupolare relativamente piccolo (Q=0.0017×10⁻²⁸ m²), i segnali NMR del 14N sono comunemente larghi (w1/2 variano da decine a migliaia di Hz), eccetto in ambienti altamente simmetrici (es. NR₄⁺, NO₃⁻, ecc.) e in alcuni casi particolari (es. isocianati R-NC) in cui i segnali sono ragionevolmente stretti.
Gli studi NMR dei nuclidi di azoto hanno ormai acquisito notevole importanza e versatilità: l'impiego spazia dall'indagine strutturale a quella sui meccanismi di reazione, dal riconoscimento di nuove specie allo studio della natura dei legami di specie contenenti azoto.

## Caratteristiche atomiche
È il primo elemento del gruppo 15 del sistema periodico, facente parte del blocco p. Nella lingua inglese viene anche classificato come elemento pictogeno, termine poco usato nella lingua italiana. Nell'N2 i due atomi di azoto sono legati tra di loro attraverso un triplo legame.
| Caratteristiche atomiche                | Caratteristiche atomiche |
| --------------------------------------- | ------------------------ |
| Configurazione elettronica fondamentale | 1s22s22p3                |
| Stati                                   | 4S, 2D, 2P               |
| Energia di 1ª ionizzazione              | 14,5341 eV               |
| Energia di 2ª ionizzazione              | 29,6013 eV               |
| Energia di 3ª ionizzazione              | 47,44924 eV              |
| Energia di 4ª ionizzazione              | 77,4735 eV               |
| Energia di 5ª ionizzazione              | 97,8902 eV               |
| Energia di 6ª ionizzazione              | 552,0718 eV              |
| Energia di 7ª ionizzazione              | 667,046 eV               |
| Affinità elettronica                    | −0,07 eV                 |
| Elettronegatività (Pauling)             | 3,04                     |
| Elettronegatività (Mulliken)            | 3,08                     |
| Elettronegatività (Allred-Rochow)       | 3,07                     |
| Polarizzabilità                         | -                        |
| Raggio atomico                          | 0,74 Å                   |
| Raggio ionico di N3−                    | 1,71 Å                   |
| Raggio di van der Waals                 | 1,55 Å                   |

### Valenza
L'azoto è uno degli atomi più importanti nella chimica organica, inorganica e biochimica grazie alla sua presenza in una varietà di stati di valenza, con diversi tipi di legami e stereochimica.
L'atomo di azoto può avere 3 o 5 elettroni nel guscio di valenza e il suo stato elettronico fondamentale è 4s. L'energia di 1ª ionizzazione ha un valore particolarmente elevato. Contrariamente a quanto si potrebbe prevedere dall'andamento periodico, è maggiore di quello dell'ossigeno. Anche l'affinità elettronica assume un valore che devia, in questo caso in maniera molto più marcata, dalla periodicità della proprietà, presentando addirittura valore negativo.

### Altre caratteristiche
Per quanto riguarda l'elettronegatività (3,04) e il raggio atomico, i valori rispettano bene la regolarità dell'andamento periodico. L'energia di dissociazione dell'N2 è pari 225,1 kcal/mole. Ha un tempo di vita relativamente lungo perché la ricombinazione ha ordine di reazione 3:
N(g) + N(g) + M(g) → N2(g) + M*(g)
dove M può essere sia l'azoto atomico N che l'azoto molecolare N2. La costante di velocità a 298 K è 1,25×10−32 cm6molecole−2s−1La ricombinazione deve essere necessariamente del 3º ordine per via dell'elevata esotermicità della reazione, è indispensabile che una terza specie chimica assorba l'energia sviluppata, altrimenti il sistema dissocerebbe nuovamente.

## Allotropi
L'unico allotropo rilevato in natura è la molecola diatomica o biatomica N2. Gli allotropi dell'azoto (Nn) oltre l'azoto molecolare sono considerati candidati promettenti per lo sviluppo di materiali ad alta densità energetica (HEDMs) perché rilasciano enormi quantità di energia durante la dissociazione in N2 gassoso. Tuttavia questi allotropi superiori sono considerati altamente instabili, specialmente quando sono neutri e possiedono un numero pari di elettroni.
Di conseguenza, negli ultimi 70 anni circa, sono stati rilevati sperimentalmente solo due esempi. Il radicale azoturo (•N3), identificato per la prima volta nel 1956 come specie neutra libera in fase gassosa attraverso la spettroscopia rotazionale, con una durata di vita di soli pochi millisecondi.
Nel 2002, il tetranitrogeno (N4) è stato identificato indirettamente tramite spettrometria di massa di neutralizzazione-ionizzazione (NRMS), con una durata di vita di pochi microsecondi in fase gassosa a 298 K. L'intermediazione di una specie N6 è stata ipotizzata nel 1970 nel decadimento dei radicali azoturo in soluzione acquosa, ma non sono state fornite prove spettroscopiche definitive.

## Metodi di preparazione
La distillazione dell'aria liquida produce azoto con una purezza superiore al 99,99%, ma piccole quantità di azoto molto puro possono essere ottenute dalla decomposizione termica dell'azoturo di sodio:{\displaystyle {\ce {2 NaN3(s) -> 2Na(l) + 3N2(g)}}}
In laboratorio l'azoto viene generalmente preparato sottoponendo l'aria all'azione di corpi capaci di assorbire l'ossigeno senza però assorbire l'azoto, tra questi la migliore è la combustione del fosforo. In una capsula di porcellana che galleggia sull'acqua viene messo un pezzettino di fosforo che si accende toccandolo con un corpo caldo, quindi si copre la capsula con una campana di vetro. Il fosforo arde per alcuni secondi poi si formano dei fumi bianchi dovuti all'anidride fosforica che scompaiono a poco a poco essendo assorbiti dall'acqua. Ciò che rimane nella campana è solamente l'azoto. Al posto del fosforo è possibile utilizzare, sempre a temperatura ambiente, polisolfuro potassico o pirogallolo.
Si può ottenere azoto puro facendo passare l'aria sopra una tornitura di rame portata al calor rosso in un tubo di vetro: il rame si combina con l'ossigeno formando ossido di rame che rimane nel tubo mentre l'azoto fuoriesce.
Oltre all'aria anche altre sostanze possono essere usate per produrre azoto puro; diversi composti azotati cedono parte o tutto l'azoto presente quando vengono scaldati o sottoposti all'azione di certi corpi. Ad esempio, si può ottenere l'azoto sottoponendo l'ammoniaca all'azione di forti ossidanti (es. ipocloriti o permanganato di potassio), quello più utilizzato è il cloro. Il cloro si combina con l'azoto dell'ammoniaca e forma acido cloridrico e si libera l'azoto:
{\displaystyle {\ce {2 NH3 + 3 Cl2 -> N2 + 6HCl}}}
{\displaystyle {\ce {6 HCl + 6 H2N -> 6NH4Cl}}}
Un altro metodo è la decomposizione termica di alcuni sali che contengono l'azoto, per esempio:
{\displaystyle {\ce {NH4NO2(aq) -> N2(g) + 2H2O}}}

## Caratteristiche fisiche e chimico-fisiche
In condizioni standard e allo stato puro, l'azoto si presenta sotto forma di gas incolore, inodore, insapore e inerte. Più leggero dell'acqua, l'azoto molecolare galleggia. Il suo coefficiente di ripartizione ottanolo-acqua è pari a 0,1, mentre la solubilità in acqua si attesta pari a 1,81 x 10+4 mg/L a 21 °C. L'azoto risulta inoltre: insolubile in etanolo, lievemente solubile in alcol e solubile in ammoniaca.

### Strutturali
| Caratteristiche strutturali di N2 | Caratteristiche strutturali di N2 | Caratteristiche strutturali di N2 |
| --------------------------------- | --------------------------------- | --------------------------------- |
| Gruppo puntuale                   | D∞h                               | D∞h                               |
| Distanza di legame (pm)           | 14N2                              | 110,010                           |
| Distanza di legame (pm)           | 14N15N                            | 110,003                           |
| Distanza di legame (pm)           | 15N2                              | 109,998                           |
| Massa molecolare (u.a.)           | 14N2                              | 28,0062                           |
| Massa molecolare (u.a.)           | 14N15N                            | 29,0032                           |
| Massa molecolare (u.a.)           | 15N2                              | 30,0002                           |
| Momenti d'inerzia 14N2 (g m2)     | Ia = 0                            | Ia = 0                            |
| Momenti d'inerzia 14N2 (g m2)     | Ib = 1,407×10−43                  |                                   |
| Momenti d'inerzia 14N2 (g m2)     | Ib = 1,407×10−43                  |                                   |

### Elettroniche
| Caratteristiche elettroniche di N2 | Caratteristiche elettroniche di N2           |
| ---------------------------------- | -------------------------------------------- |
| Configurazione elettronica         | (σg1s)2(σu*1s)2(σg2s)2(σu*2s)2(πu2p)4(σg2p)2 |
| Stati                              | 1Σ+g                                         |
| Energia di legame 14N2(kJ mol−1)   | 941,7                                        |
| Energia di ionizzazione            | 15,59 eV                                     |
| Momento di dipolo (Debye)          | 0                                            |
| Polarizzabilità (10−30m³)          | 1,77                                         |

### Spettroscopiche
| Caratteristiche spettroscopiche di N2                     |            |
| Costante rotazionale 14N2 (cm−1)                          | 1,9987     |
| Costante della distorsione centrifuga al 1º ordine (cm−1) | 5,744×10−6 |
| Frequenza vibrazionale fondamentale 14N2 (cm−1)           | 2358,07    |
| Energia di punto zero 14N2                                | 0,1462 eV  |
| Costante vibrazionale 14N2 (N m−1)                        | 2293,8     |
| Termine spettroscopico                                    | 4So3/2     |

Mentre lo spettro rotazionale Raman della molecola 14N15N, di simmetria C∞v, presenta intensità concordi con quanto ci si aspetterebbe dalla distribuzione di Boltzmann, la molecola 14N2, di simmetria D∞h, mostra le tipiche alternanze (in questo caso I = 1 quindi Jdispari: Jpari = 1: 2) dovute alla statistica nucleare che possono essere interpretate solo alla luce del principio di Pauli.

#### Spettro UPS

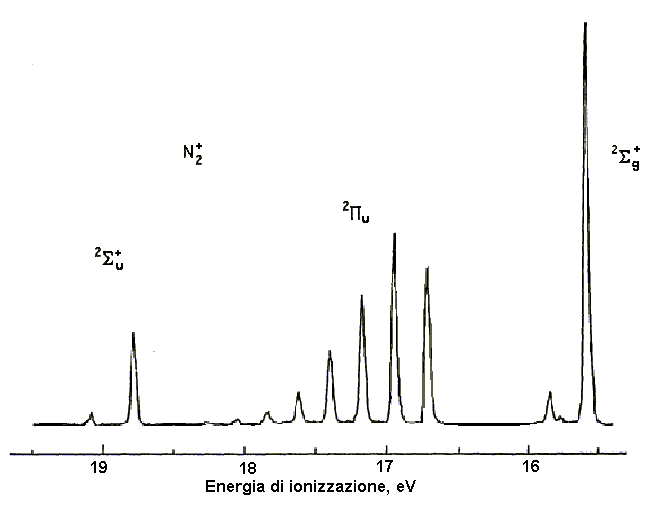
Spettro UPS di N_{2}

Il primo picco che si osserva nello spettro fotoelettronico UPS He I, quello a 15,59 eV, porta a N2+ (2Σ+g) strappando un elettrone dall'orbitale σg2p. Mostra una struttura vibrazionale molto modesta, vi è solo un debole picco secondario distanziato dal primo di circa 0,267 eV, quindi la costante vibrazionale di N+2(2Σ+g) è 1906,87 N m−1. È un valore inferiore a quello di N2 ma ancora elevato, sintomo del fatto che il contributo legante dell'orbitale σg2p è scarso.
Il secondo picco, che porta a N+2 (2Πu), presenta invece una struttura vibrazionale molto marcata. Si può notare che il picco più intenso della serie è quello del primo stato vibrazionale eccitato, il che significa che la distanza di legame in N+2 (2Πu) è sensibilmente superiore a quella di N2 (1Σ+g). L'espulsione di un elettrone πu2p comporta quindi un importante indebolimento del legame, come si può anche dedurre dalla separazione dei livelli vibrazionali di N+2 (2Πu) che è di circa 0,224 eV, con una costante vibrazionale che questa volta diminuisce decisamente (1351,46 N m−1).
L'ultimo picco che si può osservare in UPS è a 18,75 eV, porta a N+2 (2Σ+u), la struttura vibrazionale è simile a quella del primo picco, questa volta la separazione dei livelli vibrazionali è 0,296 eV e quindi la costante vibrazionale uguale a 2356,35 N m−1. È un valore superiore a quello di N2 (1Σ+g) e infatti l'elettrone espulso proviene da un orbitale debolmente antilegante (σu*2s).

### Termodinamiche

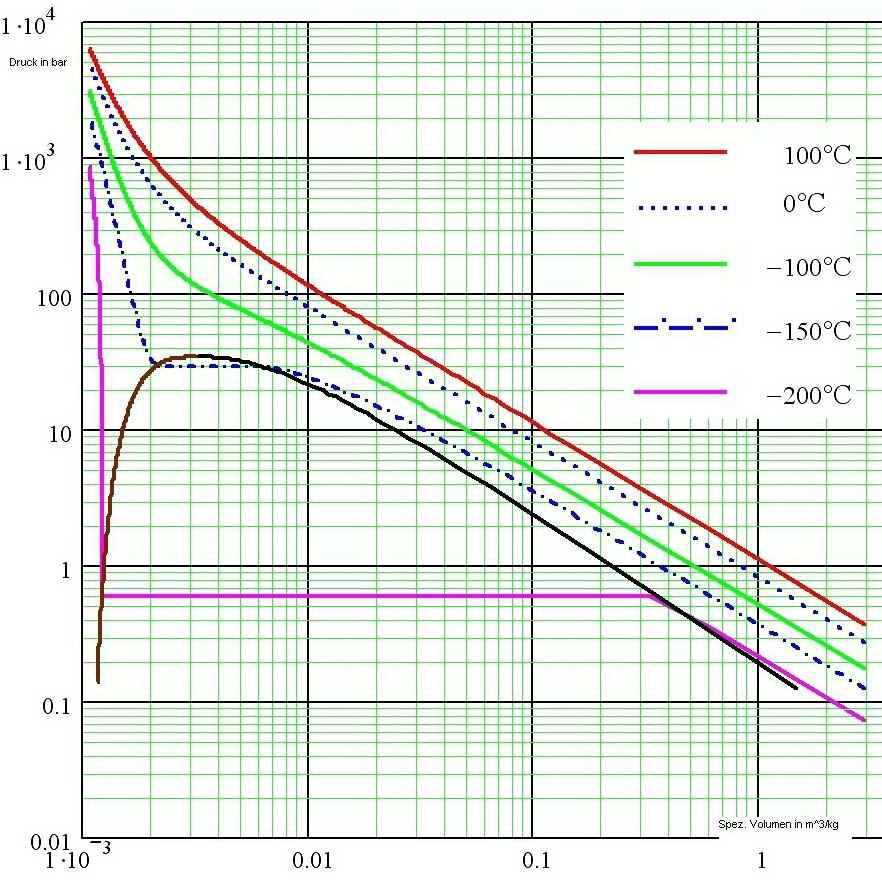
Diagramma p-V dell'azoto

| Caratteristiche termodinamiche di N2            |          |
| Punto di fusione (p = 1 bar)                    | 63,179 K |
| Entalpia di fusione (kJ/mol)                    | 0,719    |
| Punto di ebollizione (p = 1 bar)                | 77,244 K |
| Entalpia di vaporizzazione (kJ /mol)            | 5,586    |
| Entropia molare standard a 298 K (J/K*mol)      | 191,61   |
| Cp,m a 298 K (J/K*mol)                          | 29,125   |
| Cv,m a 298 K (J/K*mol)                          | 20,818   |
| Coefficiente di Joule-Thomson a 298 K (K atm−1) | 0,27     |

### Stato gassoso
| Caratteristiche di N2 in fase gassosa                  |           |                   |
| Densità (kg m−3, 1 bar, 298 K)                         | 1,1308    | 1,1308            |
| Gravità specifica                                      | 0,97      | 0,97              |
| Temperatura critica                                    | 126,3 K   | 126,3 K           |
| Pressione di vapore (Pa)                               | -236 °C   | 1 (solido)        |
| Pressione di vapore (Pa)                               | -232 °C   | 10 (solido)       |
| Pressione di vapore (Pa)                               | -226,8 °C | 100 (solido)      |
| Pressione di vapore (Pa)                               | -220,2 °C | 1.000 (solido)    |
| Pressione di vapore (Pa)                               | -221,1 °C | 10.000 (solido)   |
| Pressione di vapore (Pa)                               | -159,9 °C | 100.000 (gassoso) |
| Pressione critica (atm)                                | 33,54     | 33,54             |
| Volume critico (cm³ mol−1)                             | 90,10     | 90,10             |
| Collision cross section (nm2)                          | 0,43      | 0,43              |
| Parametro a dell'eq. di van der Waals (atm L2 mol−2)   | 1,408     | 1,408             |
| Parametro b dell'eq. di van der Waals (10−2L mol−1)    | 3,913     | 3,913             |
| Parametro ε del potenziale di Lennard-Jones (K/k)      | 91,85     | 91,85             |
| Parametro r0 del potenziale di Lennard-Jones (pm)      | 391,9     | 391,9             |
| Costante della legge di Henry a 298 K (K/torr) per H2O | 6,51×10−7 | 6,51×10−7         |
| Entalpia di fisisorbimento (max osservata) (kJ mol−1)  | −21       | −21               |
| Entalpia di chemisorbimento (kJ mol−1)                 | Ta        | −589              |
| Entalpia di chemisorbimento (kJ mol−1)                 | Fe        | −293              |

### Stato solido
L'azoto solidifca a -209,8 °C. Karol Olszewski  osservò per la prima volta l'azoto solido nel 1884, liquefacendo l'idrogeno con l'azoto liquido in evaporazione e permettendo poi all'idrogeno liquido di congelare l'azoto. Facendo evaporare l'azoto solido, Olszewski generò anche una temperatura estremamente bassa (48 K), che all'epoca rappresentava un record mondiale.
Sono state osservate sei fasi solide dell'azoto, denominate α, β, γ, δ, ε e ζ, ma a pressioni inferiori a 3500 bar esistono solo le fasi alfa e beta. La temperatura di transizione tra le due fasi alla pressione di 1 bar è 36,61 K. La fase alfa, quella che esiste alla temperatura più bassa, ha un reticolo cubico a facce centrate (a =5660 Å), mentre la fase beta un reticolo esagonale (a =4036 Å e c =6630 Å). La fase gamma ha un reticolo tetragonale a corpo centrato. Le altre fasi sono stabili solo a pressioni superiori a 20000 bar.

### Proprietà di trasporto
| Proprietà di trasporto di N2 in fase gassosa (p = 1 bar, T = 298 K) |          |      |
| Conducibilità termica (W m−1 s−1)                                   | 0,025724 |      |
| Conducibilità elettrica                                             | —        |      |
| Viscosità (μP)                                                      | 178,05   |      |
| Viscosità (Pa.s)                                                    | 100K     | 7,0  |
| Viscosità (Pa.s)                                                    | 200K     | 12   |
| Viscosità (Pa.s)                                                    | 300K     | 17,9 |
| Viscosità (Pa.s)                                                    | 400K     | 22,2 |
| Viscosità (Pa.s)                                                    | 500K     | 26,1 |
| Viscosità (Pa.s)                                                    | 600K     | 29,6 |
| Velocità del suono (m s−1)                                          | 852,53   |      |

## Proprietà chimiche
L'azoto molecolare è la base coniugata del diazinio e si comporta come accettore di legami a idrogeno.

### Considerazioni generali
Presenta un'eccezionale inerzia chimica, dovuta principalmente all'elevata energia di legame, alla scarsa polarizzabilità e all'assenza di momento dipolare. L'azoto è un tipico non metallo ed è uno dei pochi elementi per cui la regola dell'ottetto è valida con poche eccezioni. La sua chimica è quasi esclusivamente covalente, l'anione N3− è fortemente polarizzabile e può essere individuato come tale solo nei nitruri dei metalli alcalini e alcalino terrosi. È Importante notare che mentre lo stato fondamentale N(⁴s) non reagisce con H₂, lo stato eccitato N(²D) forma NH₂.
Come il carbonio, l'azoto ha quattro orbitali di valenza (uno 2s e tre 2p), quindi può partecipare al massimo a quattro legami di coppia usando orbitali ibridi sp3. Tuttavia, a differenza del carbonio, l'azoto non forma lunghe catene a causa delle interazioni repulsive tra coppie solitarie di elettroni su atomi adiacenti. Queste interazioni diventano significative alle distanze internucleari più corte incontrate con i piccoli elementi del secondo periodo dei gruppi 15, 16 e 17. I composti stabili con legami N–N sono limitati a catene di non più di tre atomi di azoto, come lo ione azide (N3−).
L'azoto è l'unico pnicogeno che normalmente forma legami multipli con sé stesso e con altri elementi del secondo periodo, utilizzando la sovrapposizione π degli orbitali np adiacenti. Pertanto, il legame N≡N è più forte (DN≡N = 942 kJ/mol) rispetto ai legami N–N e N=N (DN–N = 167 kJ/mol; DN=N = 418 kJ/mol), dunque tutti i composti contenenti legami N–N e N=N sono termodinamicamente instabili rispetto alla formazione di N2. In effetti, la formazione del legame N≡N è così favorita termodinamicamente che praticamente tutti i composti contenenti legami N–N sono potenzialmente esplosivi.

#### ereochimica
| Numero di coordinazione | Geometria            | Esempi                      |
| 0                       |                      | azoto atomico               |
| 1                       |                      | NO, N2, C2N2, CN−, RCN, NNO |
| 2                       | lineare              | HNN, NO+2                   |
| 2                       | angolare             | NO−2, NH−2, ClNO, NO2       |
| 3                       | piramidale           | NH3, N2H4, Ammine, NCl3     |
| 3                       | planare              | HNO3, FNO2                  |
| 4                       | tetraedrica          | NH+4, NF3O, NF+4            |
| 5                       | bipiramide trigonale | [N(AuPPh3)5]+               |
| 6                       | ottaedrica           | nitruri interstiziali       |
| 8                       | cubica               | nitruri ternari             |

#### Entalpie di legame[2]
| Legame covalente | Entalpia (kJ/mol) | Presente in |
| ---------------- | ----------------- | ----------- |
| N-N              | 163               | N2H4        |
| N=N              | 418               | C6H14N2     |
| N≡N              | 944,7             | N2          |
| C-N              | 304,6             | CH3NH2      |
| C=N              | 615               | C11H16BN    |
| C≡N              | 889,5             | HCN         |
| H-N              | 390,8             | NH3         |

### Reazioni nell'atmosfera

#### Chemosfera
Nella parte alta della chemosfera, tra i 65 e i 120 km, l'attività chimica principale riguarda le reazioni delle specie atomiche, incluso l'azoto. Gli atomi coinvolti sono quelli che si producono per fotolisi dei gas atmosferici molecolari che reagiscono tra di loro e con le altre molecole presenti. Le reazioni predominanti che avvengono tra l'azoto e l'ossigeno sono:
{\displaystyle {\ce {N + N + M -> N2 + M}}}
{\displaystyle {\ce {N + O + M -> NO + M}}}
{\displaystyle {\ce {O + O + M -> O2 + M}}}
{\displaystyle {\ce {N + NO -> N2 + O}}}
{\displaystyle {\ce {N + O2 -> NO + O}}}
{\displaystyle {\ce {O + O2 + M -> O3 + M}}}
{\displaystyle {\ce {O + O3 -> O2 + O2}}}
{\displaystyle {\ce {NO + O + M -> NO2 + M}}}
{\displaystyle {\ce {NO2 + O -> NO + O2}}}
Le equazioni differenziali che descrivono i tassi di variazione della densità delle varie specie dell'azoto sono:
{\displaystyle [N\cdot ]=2k1[N]^{2}[M]+k2[N][O][M]+k4[N][NO]+k5[N][O2]}
{\displaystyle [NO\cdot ]=-k2[N][O][M]+k4[N][NO]-k5[N][O2]+k8[NO][O][M]-k9[NO2][O]}
{\displaystyle [NO2\cdot ]=-k8[NO][O][M]+k9[MO2][O]}

#### Fulmini
I fulmini facilitano la reazione tra l'azoto e l'ossigeno molecolare con formazione di monossido d'azoto secondo la reazione:
{\displaystyle {\ce {N2 + O2 -> 2NO}}}

### Reazioni a temperatura ambiente
Le uniche reazioni note dell'N2 a temperatura ambiente sono:
- l'ossidazione del litio metallico, una reazione molto lenta[85]

{\displaystyle {\ce {N2(g) + 6Li(s) -> 2 Li3N (s)}}}
- la formazione di complessi con alcuni metalli di transizione[86]

[Ru(NH3)5(H2O)]2+(aq) + N2(g) → [Ru(NH3)5(N2)]2+(aq) + H2O
WCl4(PMe2Ph)2 + 2 N2(g) + 2 PMe2Ph + 4 Na(Hg) → W(PMe2Ph)4(N2)2 + 4 NaCl
MoCl5 + 4 PR3 + 2 N2(g) + 5 Na(Hg) → trans-Mo(N2)2(PR3)4 + 5 NaCl

### Reazioni a temperature elevate
A temperature più elevate l'N2 reagisce con elementi più elettropositivi, come quelli del gruppo 13, per dare nitruri binari, che vanno da covalenti a ionici. Come i corrispondenti composti del carbonio, i composti binari dell'azoto con ossigeno, idrogeno o altri non metalli sono solitamente sostanze molecolari covalenti.
Pochi composti molecolari binari dell'azoto si formano per reazione diretta degli elementi. Ad alte temperature, N2 reagisce con:
- H2 per formare ammoniaca,
- O2 per formare una miscela di NO e NO2,
- il carbonio per formare cianogeno (N≡C–C≡N)

L'azoto elementare non reagisce con gli alogeni o altri calcogeni. Tuttavia, tutti gli alogenuri di azoto binari (NX3) sono conosciuti. Ad eccezione di NF3, tutti sono tossici, termodinamicamente instabili e potenzialmente esplosivi, e tutti vengono preparati reagendo l'alogeno con NH3 piuttosto che con N2.
Sia il monossido di azoto (NO) che il biossido di azoto (NO2) sono termodinamicamente instabili, con energie libere di formazione positive. A differenza di NO, NO2 reagisce prontamente con acqua in eccesso, formando una miscela 1:1 di acido nitroso (HNO2) e acido nitrico (HNO3). L'azoto forma anche N₂O (monossido di diazoto, o ossido nitroso), una molecola lineare isoelettronica con il CO₂ e può essere rappresentata come −N=N+=O. Come gli altri due ossidi di azoto, l'ossido nitroso è termodinamicamente instabile.
Ad alte temperature, l'azoto reagisce con i metalli altamente elettropositivi per formare nitruri ionici, come Li₃N e Ca₃N₂. Questi composti sono costituiti da reticoli ionici formati da ioni Mn⁺ e N³⁻. Proprio come il boro forma boruri interstiziali e il carbonio forma carburi interstiziali, con i metalli meno elettropositivi l'azoto forma una gamma di nitruri interstiziali, nei quali l'azoto occupa i "vuoti" di una struttura metallica compatta. Come i carburi e i boruri interstiziali, queste sostanze sono tipicamente materiali molto duri, con elevati punti di fusione, una lucentezza metallica e conduttività.
L'azoto reagisce anche con i metalloidi a temperature molto elevate per produrre nitruri covalenti, come Si₃N₄ e BN, che sono solidi con strutture reticolari covalenti estese simili a quelle della grafite o del diamante. Di conseguenza, sono materiali solitamente ad alto punto di fusione e chimicamente inerti.

### Reazioni di clustering
L'azoto molecolare può dare vita alle seguenti reazioni di clustering:
{\displaystyle {\ce {N2 + Ar^+ -> (Ar^+*N2)}}} ΔrH° = 164. kJ/mol
{\displaystyle {\ce {N2 + CF3^+ -> (CF3^+*N2)}}}   ΔrH° = 29. kJ/mol   ΔrS° = 100. J/mol*K
{\displaystyle {\ce {CH2N^+ + N2 -> (CH2N^+*N2)}}}  ΔrH° = 32. kJ/mol   ΔrS° = 92.9 J/mol*K
{\displaystyle {\ce {CH3^+ + N2 -> (CH3^+ * N2)}}}  ΔrH° = 203. kJ/mol
{\displaystyle {\ce {CH5^+ + N2 -> (CH5+ * N2)}}}  ΔrH° = 28. kJ/mol   ΔrS° = 82.4 J/mol*K
{\displaystyle {\ce {C2H5^+ + N2 -> (C2H5^+ * N2)}}}   ΔrH° = 29. kJ/mol   ΔrS° = 76.1 J/mol*K
{\displaystyle {\ce {N2 + Ca^+ -> (Ca^+ * N2)}}} ΔrG° = 25 kJ/mol a 296K
{\displaystyle {\ce {Cu+ + N2 -> (Cu+ * N2)}}}   ΔrH° = 26. kJ/mol   ΔrS° = 67. J/mol*K   ΔrG° = 5.9 kJ/mol
{\displaystyle {\ce {Fe+ + N2 -> (Fe+ * N2)}}}   ΔrH° = 54.0 ± 5.9 kJ/mol
{\displaystyle {\ce {HN2+ + N2 -> (HN2+ * N2)}}}   ΔrH° = 66.9 kJ/mol   ΔrS° = 100. J/mol*K
{\displaystyle {\ce {(H3O+ * H2O) + N2 -> (H3O+ * N2 * H2O)}}}   ΔrH° = 22. kJ/mol   ΔrS° = 58.2 J/mol*K
{\displaystyle {\ce {H4N+ + N2 -> (H4N+ * N2)}}}   ΔrH° = 50. ± 20. kJ/mol   ΔrS° = 130. J/mol*K
{\displaystyle {\ce {K+ + N2 -> (K+ * N2)}}}    ΔrG° 4.2 (kJ/mol) a 310K
{\displaystyle {\ce {Li+ + N2 -> (Li+ * N2)}}}   ΔrG° 23 (kJ/mol) a 318K
{\displaystyle {\ce {N+ + N2 -> (N+ * N2)}}}  ΔrH° = 249. kJ/mol
{\displaystyle {\ce {NO- + N2 -> (NO- * N2)}}}   ΔrH° = 19. ± 1. kJ/mol   ΔrS° = 71.1 J/mol*K   ΔrG° 2 kJ/mol a 200K
{\displaystyle {\ce {NO2+ + N2 -> (NO2+ * N2)}}}   ΔrH° = 19. ± 1. kJ/mol   ΔrS° = 76.1 J/mol*K
{\displaystyle {\ce {N2+ + N2 -> (N2+ * N2)}}}   ΔrH° = 102. kJ/mol   ΔrS° = 87.9 J/mol*K
{\displaystyle {\ce {N3+ + N2 -> (N3+ * N2)}}}   ΔrH° = 19. ± 1. kJ/mol    ΔrS° = 83.7 J/mol*K
{\displaystyle {\ce {Na+ + N2 -> (Na+ * N2)}}}   ΔrH° = 33 kJ/mol   ΔrS° = 77.8 J/mol*K   ΔrG° = 9.2 kJ/mol
{\displaystyle {\ce {Ni+ + N2 -> (Ni^+ * N2)}}}   ΔrH° = 111. (+10.,-0.) kJ/mol
{\displaystyle {\ce {O2+ + N2 -> (O2+ * N2)}}}    ΔrH° = 22 kJ/mol     ΔrS° = 66.1 J/mol*K
{\displaystyle {\ce {(O2+ * N2 * O2) + N2 -> (O2+ * 2N2 * O2)}}}   ΔrG° = 2 kJ/mol
{\displaystyle {\ce {(O2+ * O2) + N2 -> (O2+ * N2 * O2)}}}   ΔrH° = 12 kJ/mol    ΔrS° = 42.3 J/mol*K
{\displaystyle {\ce {O2- + N2 -> (O2- * N2)}}}    ΔrH° = 25. ± 4.2 kJ/mol
{\displaystyle {\ce {O3- + N2 -> (O3- * N2)}}}    ΔrH° = 11.3 ± 0.84 kJ/mol    ΔrS° = 77 J/mol*K  ΔrG° = -11.7 ± 2.1 kJ/mol
{\displaystyle {\ce {O4- + N2 + O2 -> N2O4-}}}      ΔrH° = 12.1 ± 0.84 kJ/mol   ΔrG° = -8.8 ± 2.1 kJ/mol

### Legami a idrogeno
L'azoto è tra gli atomi più elettronegativi e quindi, così come l'ossigeno e il fluoro, è in grado di partecipare alla formazione di legami a idrogeno agendo sia da donatore di protoni che come accettore. La lunghezza tipica dei legami a idrogeno N-H··N si aggira intorno ai 3,0 Å. Legami di questo tipo sono responsabili dell'elevato punto di ebollizione dell'ammoniaca se paragonato a quello degli altri idruri degli elementi del 15º gruppo della tavola periodica. Questo costituisce un esempio classico degli effetti del legame a idrogeno. Legami a idrogeno in cui sono coinvolti atomi di azoto giocano un ruolo fondamentale nell'accoppiamento dei nucleotidi nella struttura del DNA, tenendo "incollati" i due filamenti che formano la doppia elica. Anche la struttura delle proteine è fortemente influenzata da legami a idrogeno che coinvolgono atomi di azoto.

### Chimica redox in soluzione acquosa
Nonostante non abbiano significato fisico, i numeri di ossidazione sono spesso impiegati, soprattutto in ambito didattico, per razionalizzare la chimica degli elementi e per bilanciare le reazioni di ossidoriduzione. L'azoto in questo senso è uno degli elementi che presenta la maggior varietà, adottando tutti i valori da −3 a +5. Uno strumento efficace per visualizzare le stabilità termodinamiche relative dei diversi stati di ossidazione in soluzione acquosa può essere fornita da un diagramma di Frost:

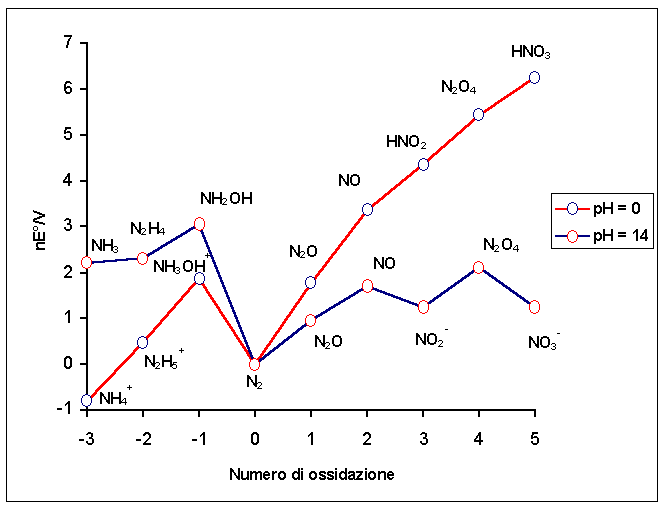

Specie chimiche che hanno elevata stabilità termodinamica rispetto a numerose reazioni (che dunque spesso possono favorire le reazioni che le vedono come prodotti, vengono talvolta chiamate pozzi termodinamici. Fra queste si possono annoverare CO2, H2O, NaCl e appunto N2. Questa caratteristica dell'azoto è l'aspetto più evidente del diagramma. È però necessario osservare che la formazione di N2 è cineticamente sfavorita, e quasi sempre la riduzione di nitrati e nitriti si ferma a NO2 o NO, talvolta anche procedere fino a NH+4.
Si può notare che la chimica redox dei composti dell'azoto è significativamente influenzata dal pH, in particolare nitrati e nitriti, che a pH bassi sono forti ossidanti, perdono quasi totalmente il loro potere ossidante in ambiente alcalino.

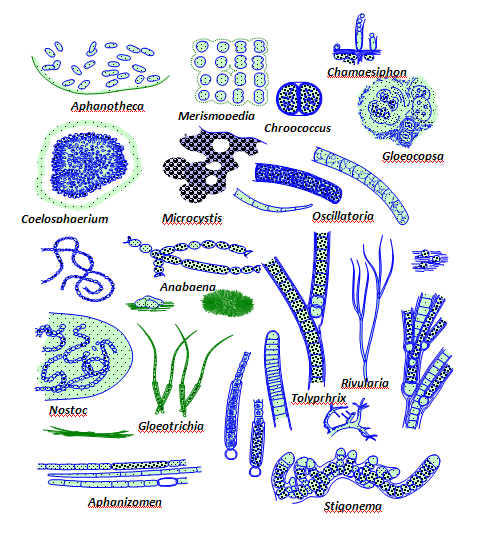
Azotofissazione nei cianobatteri

### Azotofissazione
Nel suolo esistono microrganismi che possiedono enzimi in grado di catalizzare il fissaggio dell'azoto, ovvero la conversione dell'azoto molecolare dell'aria in ammoniaca, che a sua volta viene usata dalle piante nella sintesi proteica.

## Applicazioni
Circa il 90% dell'azoto prodotto oggi viene utilizzato per fornire un'atmosfera inerte per processi o reazioni sensibili all'ossigeno, come la produzione dell'acciaio, la raffinazione del petrolio e il confezionamento di alimenti e prodotti farmaceutici.

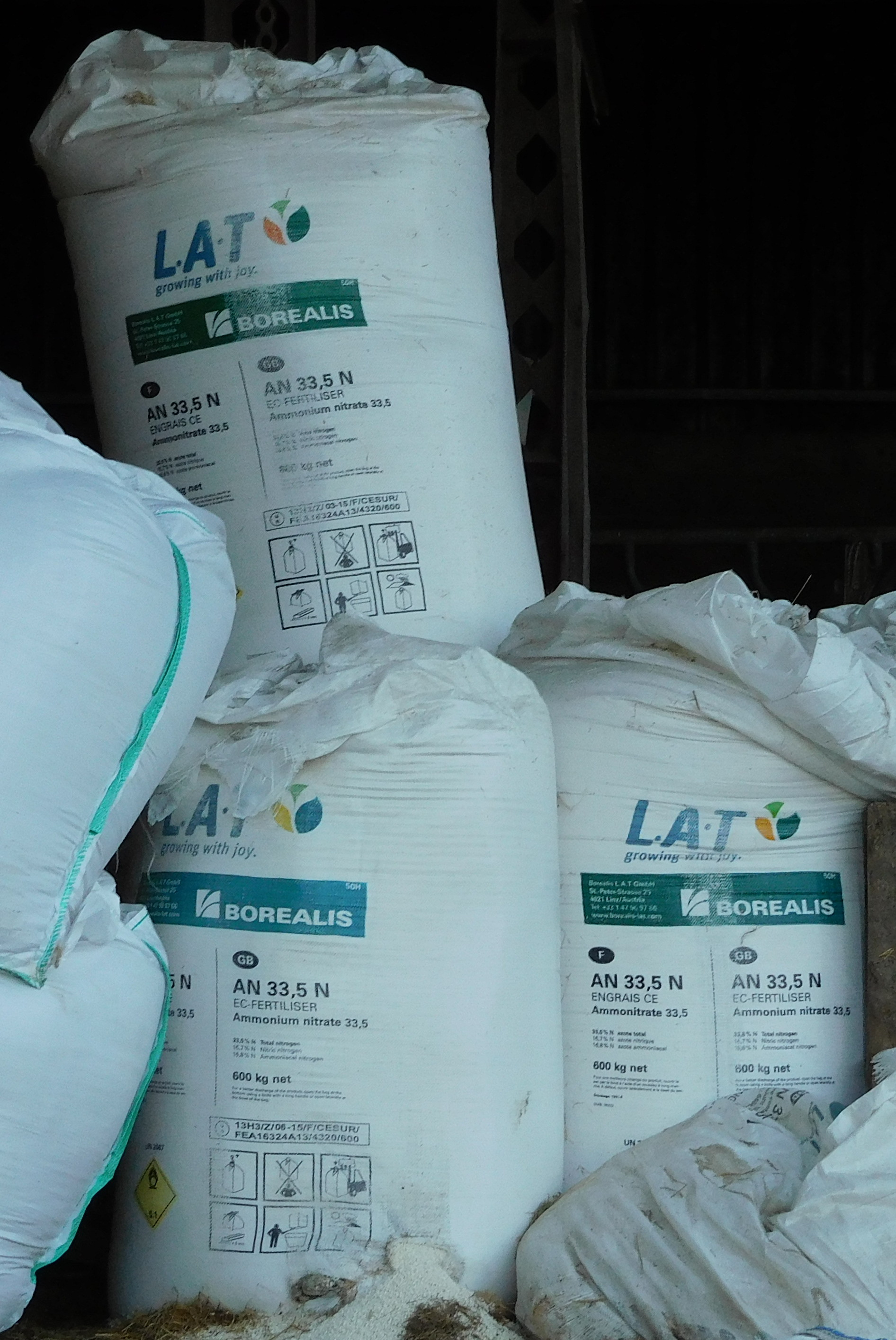
Fertilizzante al nitrato d'ammonio

### Fertilizzanti
Nei fertilizzanti azotati, l'azoto è presente come:
- azoto ammoniacale, come il cloruro di ammonio e il solfato di ammonio
- azoto nitrico, come il nitrato di calcio e ammonio, in cui sono presenti sia azoto ammoniacale che nitrico
- urea (azoto amidico)

I fertilizzanti azotati più importanti e comunemente utilizzati sono l'urea e il solfato di ammonio. I fertilizzanti azotati possono essere classificati in quattro classi basate sulle forme di azoto (N) presenti nei fertilizzanti azotati semplici:
- fertilizzanti contenenti azoto nitrico (NO3-N): NaNO3 (16% N), Ca(NO3)2 (15.5% N)
- fertilizzanti azotati contenenti ammonio (NH4-N):  (NH4)2SO4 (20% N), NH4Cl (24-26% N), ammoniaca anidra (82% N)
- fertilizzanti azotati contenenti sia NH4 che NO3-N: NH4NO3 (33-34% N), nitrato di calcio e ammonio (20% N)
- fertilizzanti amidici che sono la forma organica di fertilizzanti contenenti azoto (N)Applicazioni dell'azoto liquido nella ristorazione

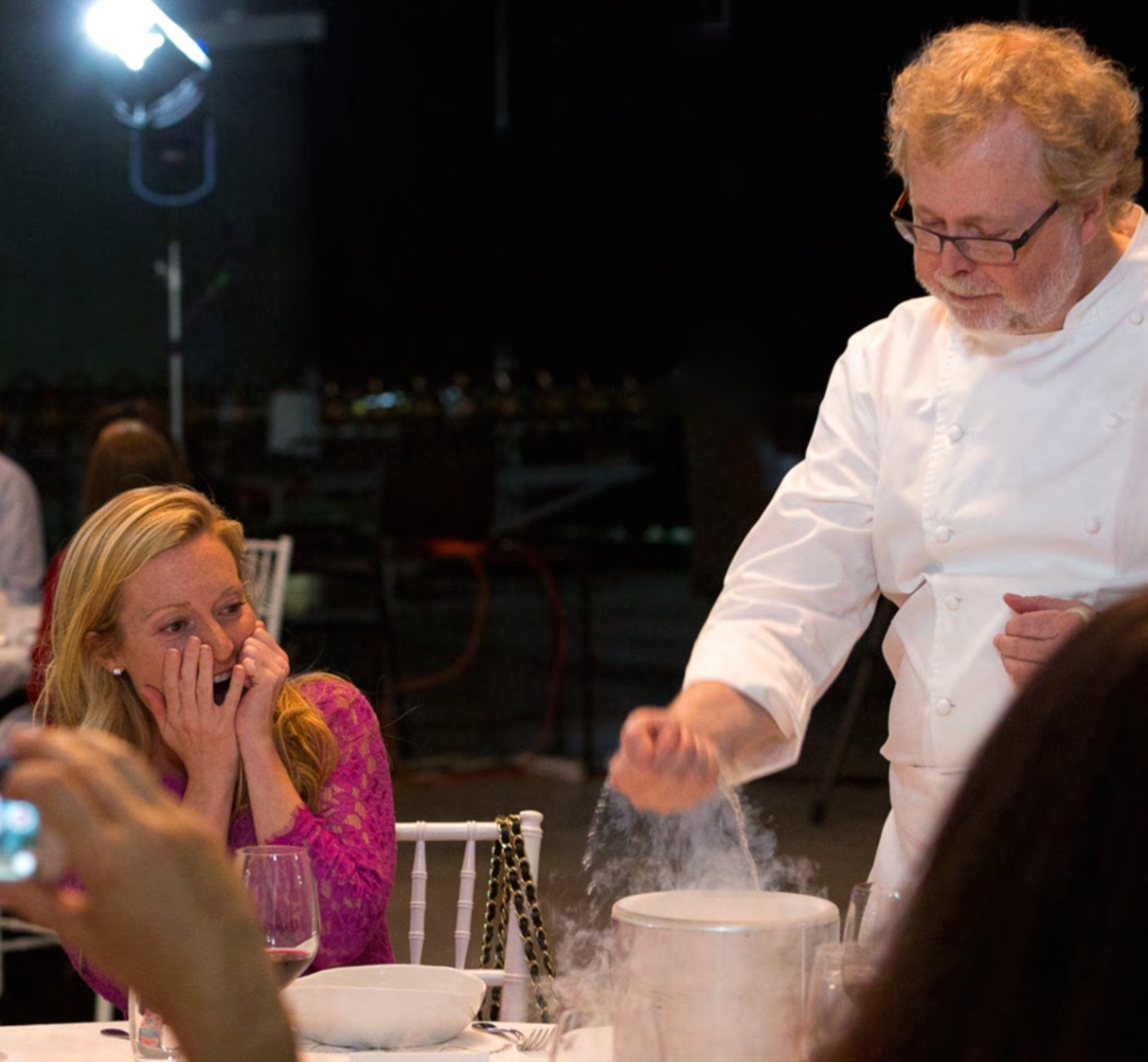
Applicazioni dell'azoto liquido nella ristorazione

### Produzione della plastica
Nella lavorazione delle materie plastiche si usa l'azoto per la produzione di polimeri espansi e nello stampaggio ad iniezione assistito da gas.

### Metallurgia
In numerosi processi metallurgici è indispensabile un'atmosfera priva di ossigeno per evitare la formazione di ossidi, l'azoto non è indicato come materiale inerte per tutti i trattamenti, poiché ad alta temperatura reagisce con alcuni metalli, in alcuni trattamenti termico-metallurgici l'interazione è voluta:
- nella ricottura (annealing, in inglese) di acciai, rame, alluminio e altri metalli e leghe; in alcuni processi è necessaria una diluizione con argon (decisamente migliore) per mantenere l'inerzia dell'azoto[117]
- bella sinterizzazione di acciaio[118] e alluminio[119]
- come costituente delle miscele nella carbocementazione in fase gassosa degli acciai[120]
- nella protezione durante la brasatura,[121] il taglio e la saldatura[122]
- nella tempra di acciai in forni sottovuoto[123]
- come elemento di apporto nella nitrurazione ad alta temperatura degli acciai, dove la formazione di nitruri conferisce durezza e resistenza alla usura al metallo negli strati superficiali, conservando per contro resilienza agli strati profondi[124]

### Industria alimentare
L'azoto è largamente impiegato, puro o in miscela, nella conservazione in atmosfera protettiva di prodotti alimentari industriali. Miscele particolarmente ricche di azoto sono usate nella protezione di alimenti che contengono quantità significative di grassi insaturi: in questi casi l'O2 viene eliminato per evitare l'irrancidimento. Viene inoltre utilizzato come propellente nelle bombolette spray alimentari.
L'azoto molecolare N2 viene di norma impiegato nell'imbottigliamento dei vini, per evitare che il vino venga a contatto con ossigeno molecolare O2 e per controllare la fermentazione.

### Elettronica

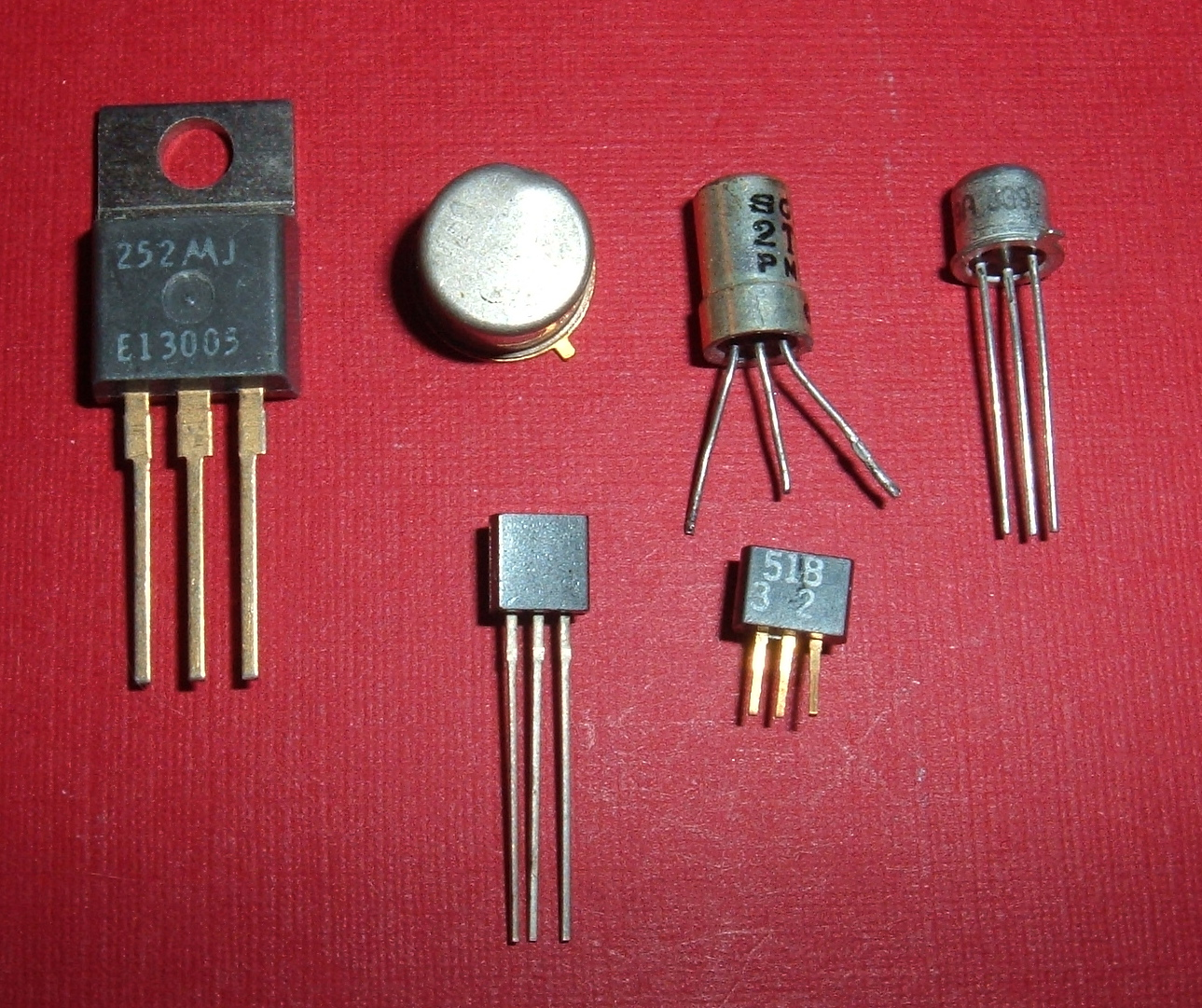
Transistor

Nella produzione di componenti elettronici come transistor, diodi e circuiti integrati si usa l'azoto sia come gas vettore dei gas di processo, sia per la creazione di atmosfere inerti durante i trattamenti termici. Il grafene drogato con azoto ha un'eccezionale conduttività elettrica ed è un materiale altamente flessibile, qualità che lo rendono il materiale ideale per i dispositivi elettronici flessibili e indossabili del futuro.
I transistor a effetto di campo realizzati con nanomateriali al carbonio drogato con azoto mostrano un'elevata mobilità elettrica ed elevate capacità di variazione della velocità; vengono utilizzati nei conduttori trasparenti dei monitor e dei touch screen. Al contempo i materiali nanocompositi potenziati all'azoto sono allo studio per essere applicati nell'elettronica stampata e nei transistor a film sottile.

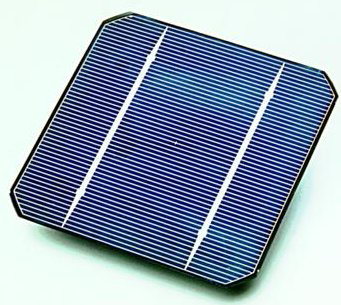
Cella fotovoltaica

### Fotonica
Nella fotonica i nanomateriali drogati con l'azoto si dimostrano efficaci nell'aumentare l'assorbimento luminoso e le emissioni luminose dei materiali utilizzati nelle celle fotovoltaiche, nei LED e nei laser. I punti quantici drogati con l'azoto hanno un'elevata fotoluminescenza e trovano applicazione nei monitor, nei biosensori e nelle tecnologie di imaging biomedico.

### Condizionamento
L'azoto viene utilizzato negli impianti frigoriferi e condizionatori per la prova di tenuta di tubazioni e saldature sotto pressione, prima di effettuare la carica di gas refrigerante con il quale funzioneranno gli impianti. Durante le operazioni di riparazione viene inoltre utilizzato per pulire la parte interna dei tubi dalle impurità e i residui che si vengono a creare durante le saldature sul rame.

### Reattori nucleari
Il radioisotopo 16N è il radionuclide dominante nel refrigerante dei reattori ad acqua pressurizzata o dei reattori ad acqua bollente durante il normale funzionamento. È prodotto dall'16O (in acqua) attraverso la reazione (n, p). Ha una breve emivita di circa 7,1 s, ma durante il suo decadimento di ritorno all'16O produce radiazioni gamma ad alta energia (da 5 a 7 MeV), per cui l'accesso alla conduttura primaria del refrigerante in un reattore ad acqua pressurizzata deve essere segregato durante il funzionamento del reattore della centrale. Il 16N è uno dei principali mezzi usati per rilevare immediatamente anche le più piccole perdite dal ciclo primario del refrigerante e quello secondario del vapore.

### Medicina e industria farmaceutica

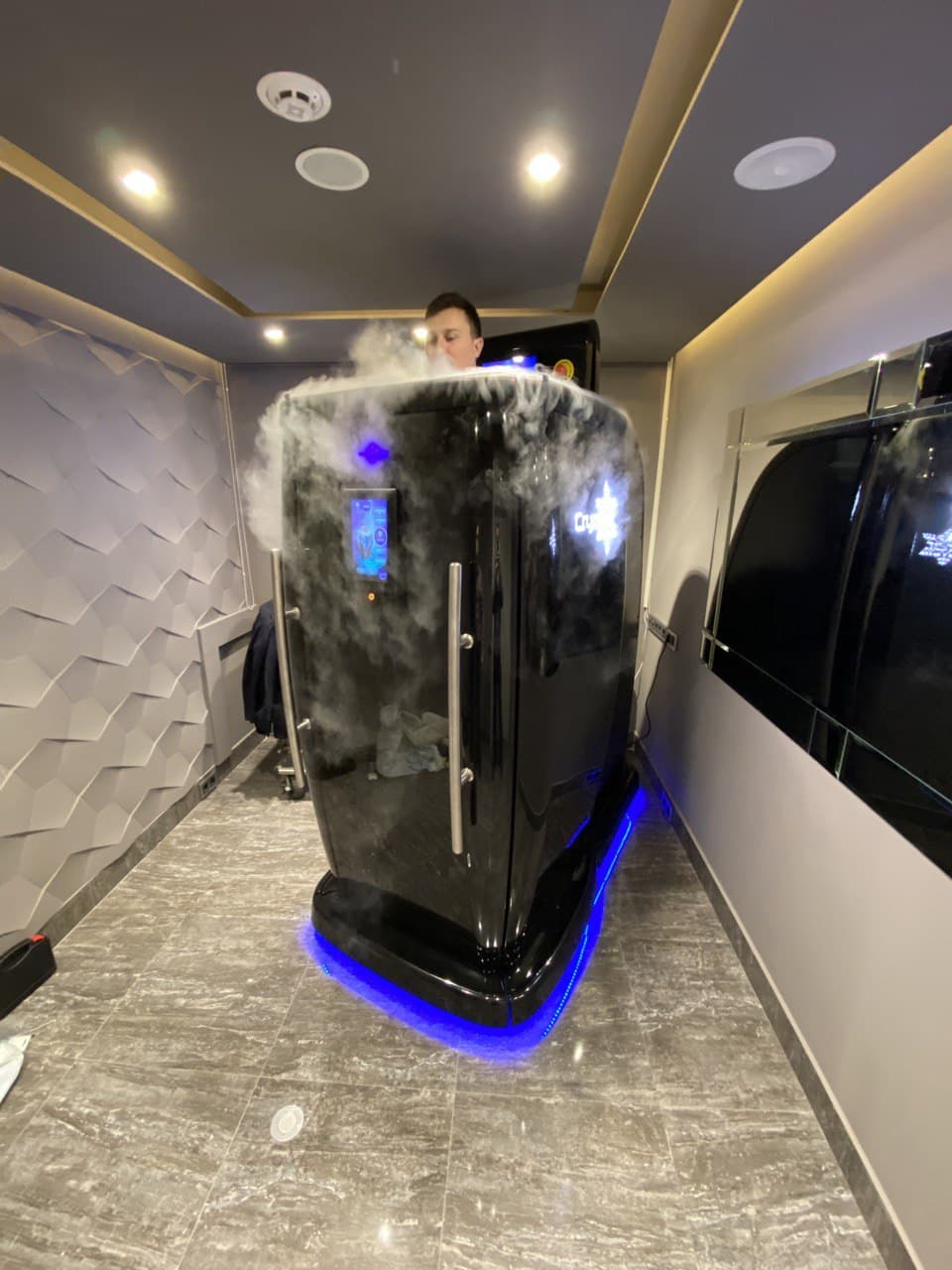
Camera crioterapica

Le applicazioni dell'azoto nell'industria farmaceutica sono molteplici e varie, ad esempio viene usato:
- per congelare e conservare materiali biologici
- nelle criomacinazioni
- come gas di protezione all'interno delle fiale
- per l'apertura dei liostati a fine ciclo
- la rottura del vuoto in genere
- per esercitare pressione sui liquidi da filtrare
- come gas di protezione delle confezioni di materiali ossidabili
- per centrifugare in presenza di solventi
- nelle fasi di essiccamento

In ambito medico l'azoto viene utilizzato nel processo di impiantazione ionica di metalli  (es. nichel e molibdeno) nelle leghe di alluminio utilizzate nelle protesi.

### Altre applicazioni dell'azoto molecolare
Viene anche usato per:

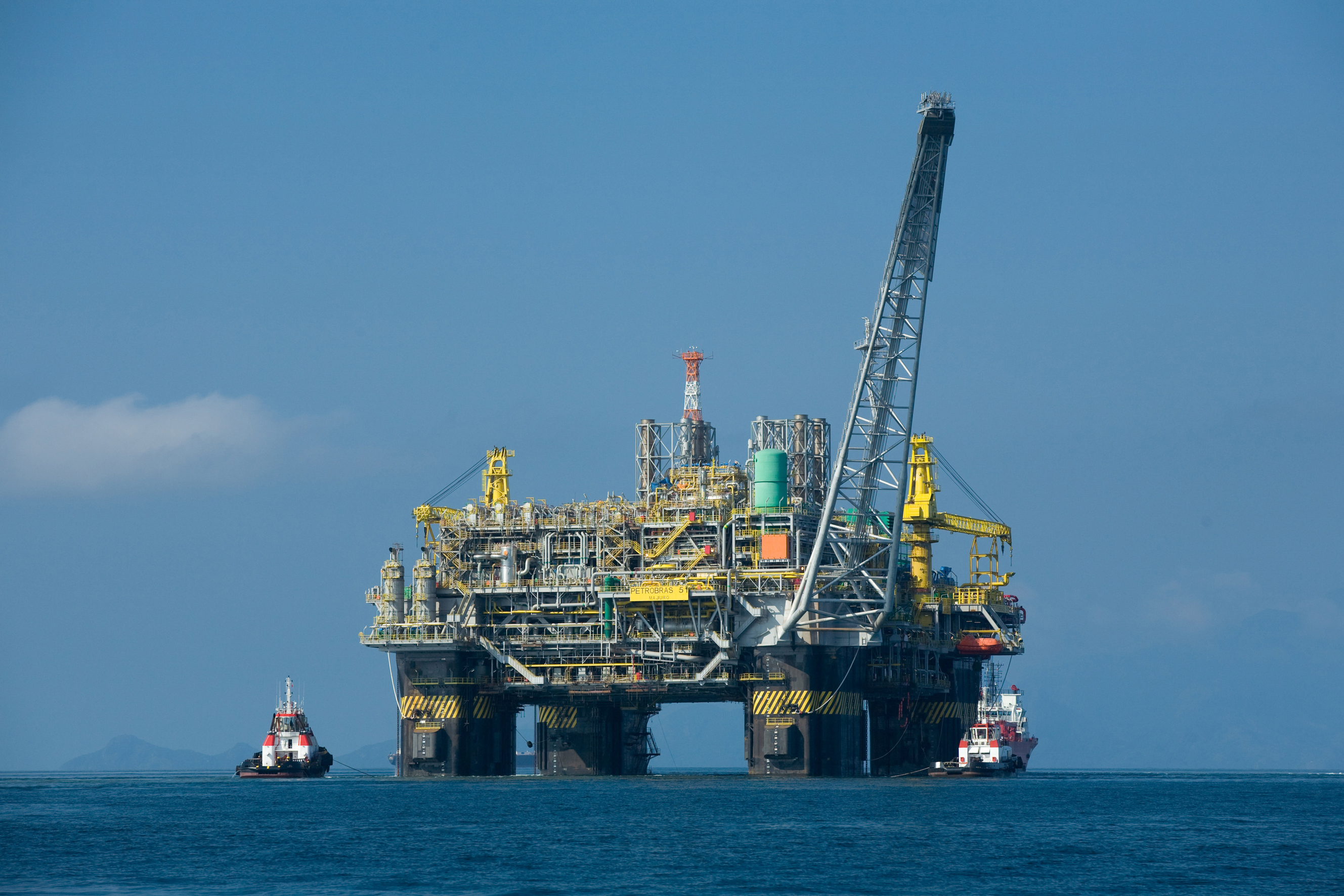
Piattaforma petrolifera

- gonfiare gli pneumatici delle automobili e degli aerei,[70]
- spurgare l'interno di binocoli, impianti di raffreddamento e condizionamento[70]
- insieme al monossido d'azoto, è utilizzato come gas medicinale[131]
- flussaggio dei serbatoi[132]
- nell'estrazione di petrolio[133] e gas naturale[134]
- nel laser ad azoto[135]
- in laboratorio per alcune determinazioni analitiche (es. determinazione della vitamina A)[136]
- causare ipossia nei condannati a morte in Alabama costretti a respirarlo attraverso una apposita maschera. La prima esecuzione con l'azoto avvenne il 22 gennaio 2024 nel carcere di Atmore nei confronti di Kenneth Eugene Smith, morto tra gli spasmi dopo 22 minuti di inalazione forzata del gas inerte.[137]

### Applicazioni degli isotopi dell'azoto

PET

Gli isotopi dell'azoto vengono principalmente utilizzati nei campi degli studi ambientali e paleoambientali, della diagenesi dei sedimenti, della formazione ed evoluzione del suolo, negli studi archeologici e sulla dieta paleolitica.
Il rapporto isotopico δ15N dei sali di ammonio atmosferici può essere misurato per rintracciarne l'origine rappresentando un valido elemento per il tracciamento delle fonti inquinanti, poiché i valori di δ15N dell'NH3 emesso da fonti diverse sono differenti.
Composti arricchiti artificialmente con 15N sono comunemente usati negli studi di fisiologia vegetale e agricoltura per stabilire meccanismi biochimici dettagliati (es. identificare e quantificare i percorsi biologici e chimici tra questi pool di azoto).
Il 13N viene utilizzato negli studi medici per la tomografia a emissione di positroni (PET). È necessario che il 13N venga prodotto in loco in un ciclotrone, con la sintesi di 13NH3, che viene poi iniettato nel paziente per l'imaging PET. Questo consente di dedurre un gran numero di parametri cardiaci (flusso sanguigno, volume dei ventricoli) e, se presenti, eventuali anomalie cardiache.

## Precauzioni
L'azoto molecolare è un composto atossico e non combustibile che da solo non è in grado di supportare la vita. Se i contenitori contenenti azoto sono sottoposti a calore prolungato possono esplodere violentemente a causa dell'aumento di pressione all'interno degli stessi.
Viene assorbito dall'organismo attraverso la respirazione. In caso di perdita del contenitore, questa sostanza può causare asfissia per diminuzione del contenuto di ossigeno atmosferico in ambienti confinati, elevate concentrazioni di azoto possono infatti portare alla perdita di conoscenza e anche alla morte
Ad alte pressioni parziali, raggiungibili con camere iperbariche o durante le immersioni subacquee, l'azoto si comporta come gas narcotico ed è la causa principale della malattia da decompressione.
Particolare attenzione va posta nell'utilizzo di tale gas nella forma liquida. Le ustioni dovute al freddo non sono immediatamente avvertibili. I recipienti contenenti azoto liquido a contatto con l'aria tendono a rilasciare il liquido e contemporaneamente a condensare umidità, O2 e acetilene al loro interno, formando in tal modo atmosfere ipossiche (con scarsità di O2) che in ambiente poco ventilato possono risultare fatali.

## Normativa
- Regolamento delegato (UE) 2024/1290 della Commissione, del 29 febbraio 2024, che modifica il regolamento (UE) n. 528/2012 del Parlamento europeo e del Consiglio al fine di iscrivere l’azoto generato dall’aria ambiente come principio attivo nell’allegato I del regolamento
- Regolamento (CE) n. 1272/2008 del Parlamento europeo e del Consiglio, del 16 dicembre 2008 , relativo alla classificazione, all'etichettatura e all'imballaggio delle sostanze e delle miscele che modifica e abroga le direttive 67/548/CEE e 1999/45/CE e che reca modifica al regolamento (CE) n. 1907/2006
- Regolamento (CE) n. 1022/2008 della Commissione, del 17 ottobre 2008 , recante modifica del regolamento (CE) n. 2074/2005 per quanto riguarda i valori limite di azoto basico volatile totale (ABVT)
- 2003/1/CE: Decisione della Commissione, del 18 dicembre 2002, relativa alle disposizioni nazionali in tema di restrizioni all'importazione ed alla commercializzazione di alcuni fertilizzanti NK ad elevato tenore di azoto e contenenti cloro notificate dalla Repubblica francese a norma dell'articolo 95, paragrafo 5, del trattato CE